# John de Grey (Adliger, † 1272)
John de Grey († 5. Januar 1272) war ein englischer Adliger und Rebell.
John de Grey entstammte der anglonormannischen Familie Grey. Er war der älteste Sohn von Richard de Grey und von dessen Frau Lucy de Humez.
Zusammen mit seinem Vater Richard de Grey und seinen Onkeln John und William de Grey diente er während der Expedition von König Heinrich III. 1254 in der Gascogne, wo der König eine Revolte niederschlagen musste. Während des Zweiten Kriegs der Barone gehörte Grey jedoch wie sein Vater zu den Unterstützern der Adelsopposition, die gegen den König rebellierte. Unter dem Kommando seines Vaters gehörte er im Frühjahr 1264 zur Garnison von Dover Castle. Im Juli 1265 gehörte er der Armee an, mit der Simon de Montfort der Jüngere zur Unterstützung seines Vaters Simon de Montfort, 6. Earl of Leicester nach Westengland zog. Vor den Mauern von Kenilworth Castle wurden sie dabei in der Nacht vom 1. zum 2. August von den Truppen des Thronfolgers Lord Eduard im Schlaf überrascht. Grey geriet mit seinem Vater und zahlreichen anderen Rebellen in die Gefangenschaft der Anhänger des Königs. Nach dem Sieg der königlichen Partei in der Schlacht bei Evesham wenige Tage später wurde sein Vater zum Feind des Königs erklärt und enteignet. Ihrer Besitzungen beraubt, schlossen sich Grey und sein Vater nach ihrer Freilassung als sogenannte Enterbte den verbliebenen Rebellen an, die sich in Kenilworth Castle verschanzt hatten. Nach langer Belagerung ergab sich die Besatzung von Kenilworth einschließlich Vater und Sohn Grey am 14. Dezember 1266. Nach dem Dictum of Kenilworth wurde seinem Vater gestattet, seine Besitzungen zurückzuerwerben. Wenige Jahre später muss sein Vater gestorben sein, worauf John de Grey die Familiengüter Codnor in Derbyshire und Thurrock in Essex erbte. Er starb aber selbst bereits wenig später.

## Heirat und Nachkommen
Grey hatte Lucy de Mohun, eine Tochter von Reynold de Mohun und Hawise Fleming geheiratet. Mit ihr hatte er mindestens einen Sohn, Henry de Grey, der sein Erbe wurde.